# Stanisław Tadeusz Podoleński
Stanisław Tadeusz Podoleński (ur. 2 grudnia 1887 w Bihaćiu, zm. 13 stycznia 1945 w Dachau) – Sługa Boży, męczennik, prezbiter, jezuita, pedagog i socjolog.

## Życiorys
Urodził się w Bośni w rodzinie Jana i Bronisławy z Wagnerów. Po odbyciu studiów na wydziałach teologicznym i filozoficznym Uniwersytetu Jagiellońskiego 11 kwietnia 1915 otrzymał święcenia kapłańskie. Przynależny do Prowincji Polski Południowej Towarzystwa Jezusowego. Był autorem 13 książek i publikacji z zakresu spraw etyczno–społecznych, a dotyczących: małżeństwa, rodziny, szkoły i państwa.
Po wybuchu II wojny światowej 10 listopada 1939 został aresztowany przez gestapo w grupie jezuitów przebywających w krakowskim kolegium. Więziony początkowo u Montelupich i obozie pracy w Wiśniczu, przewieziony został do niemieckiego obozu koncentracyjnego Auschwitz i zarejestrowany pod numerem 930, a później do obozu Dachau, z numerem obozowym 22188.
Jest jednym z 122 sług Bożych, drugiej grupy męczenników z okresu II wojny światowej, których proces beatyfikacyjny rozpoczął się 17 września 2003.

## Publikacje książkowe
- Podręcznik pedagogiczny: wskazówki dla rodziców i wychowawców, Wydawnictwo Księży Jezuitów, 1921
- Rozwód a zdrowie narodu: studjum moralno-społeczne, Wydawnictwo Księży Jezuitów, 1926
- Młode serca: Opowiadania z życia dziewcząt, 1928
- O życie nienarodzonych, Wydawnictwo Księży Jezuitów, 1933
- Na przełomie życia: rozważania dla dorastających panienek, Wydawnictwo Księży Jezuitów, 1948
- U progu: książka dla młodych, Wydawnictwo Apostolstwa Modlitwy Księży Jezuitów